# Moerashyacint
De moerashyacint (Pontederia cordata), ook snoekkruid genoemd, is een waterplant die behoort tot de pontederiafamilie (Pontederiaceae). De plant komt van nature voor in Noord-, Midden- en Zuid-Amerika.
De moerashyacint wordt veel gebruikt in vijvers. De plant komt voor in sloten en vijvers met voedselrijk water.
De plant wordt 30-100 cm hoog en heeft een stengel, die bovenaan bezet is met klierharen. De bladeren hebben een lange bladsteel, die aan de voet schedeachtig is. Het blad is langwerpig eirond met aan de voet hart- of pijlvormige, afgeronde zijslippen.
De moerashyacint bloeit van juli tot september met blauwe bloemen. De middelste slip van de bloem heeft een gele vlek. Er komen ook planten voor met witte bloemen. De bloemen zitten in een aarvormige bloeiwijze.
De vrucht is een nootje.

## Namen
De botanische naam Pontederia werd in 1737 bedacht door Linnaeus ter ere van Guilio Pontedera (1688-1757), botanicus te Padua. De soortaanduiding cordata betekent hartvormig, verwijzend naar de hartvorm van de bladeren.

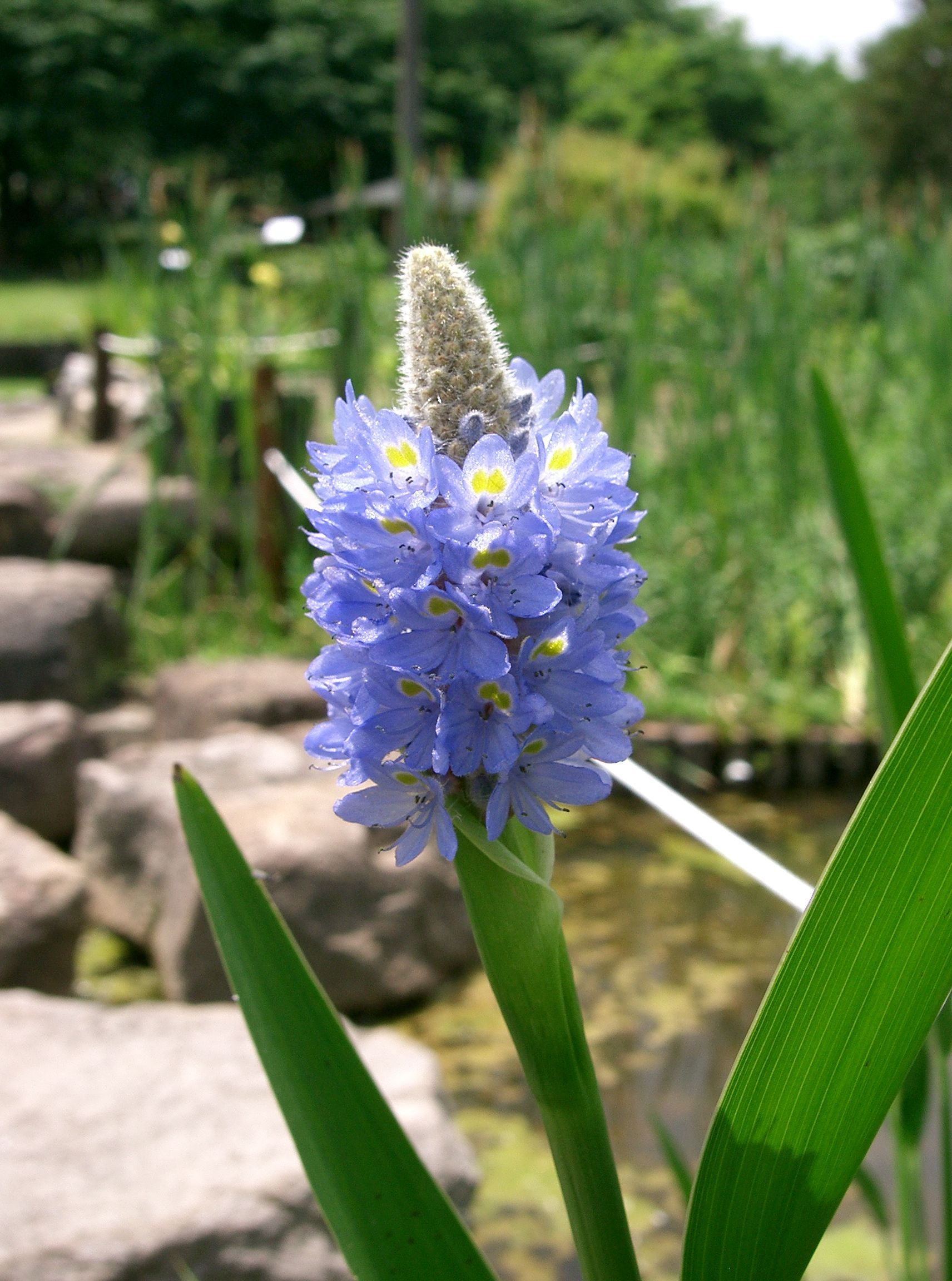
Bloeiwijze